# جلیل لیسپرت
جلیل لیسپرت فرانسوی: Jalil Lespert‎ (زاده ۱۱ می ۱۹۷۶) بازیگر فرانسوی است.
از فیلم‌های معروف او می‌توان به بازی در فیلم‌های نه روی لبها و یتیم اشاره کرد.